# Nikoleika
Nikoleika  este un oraș în Grecia în prefectura Ahaia.